# Invasione mongola di Giava
La dinastia Yuan di Kublai Khan tentò nel 1293 d'invadere l'isola di Giava con una forza stimata in 20-30 000 soldati come rappresaglia contro Kertanegara di Singhasari, rifiutatosi di rendere omaggio allo Yuan e reo di aver mutilato uno degli emissari del Khagan nel 1289. Si trattava in realtà d'una manovra volta a garantire il controllo Yuan sull'Arcipelago malese, uno degli snodi fondamentali della rete commerciale dell'Oceano Indiano e della rotta delle spezie.
Negli anni intercorsi tra l'oltraggio di Kertanegara agli ambasciatori Yuan e l'arrivo della spedizione mongola a Giava, il re era stato ucciso ed il regno di Singhasari assoggettato dal regno di Kediri, già suo vassallo. Il corpo di spedizione inviato da Kublai mosse pertanto contro Kediri che, dopo una feroce campagna, fu sottomessa. Gli Yuan furono allora traditi dal loro alleato, il neonato regno di Majapahit, retto da Raden Wijaya, già vassallo fedele di Kertanegara. L'invasione si concluse così con una sconfitta ed una precipitosa ritirata degli Yuan per opera del regno giavanese di Majapahit che, in capo a pochi anni, sarebbe divenuto la potenza dominante dell'Arcipelago.

## Contesto
Un ormai vecchio Kublai Khan, quinto Khagan dell'impero mongolo (r. 1260-1294) e fondatore della dinastia Yuan (imperatore Shizu 世祖S di Yuan, r. 1260-1294), aveva, nelle ultime due decadi del suo regno, inviato emissari in molti stati chiedendo che pagassero tributi e si sottomettessero alla Cina. Il primo emissario di Kublai giunse a Giava, nel regno di Singhasari, allora potenza dominante dell'arcipelago malese, uno degli snodi nevralgici della rete commerciale dell'Oceano Indiano e della rotta delle spezie, alla corte di Re Kertanegara (r. 1268-1292), nel 1280. Rientrò in Cina a mani vuote. Una seconda ambasciata fu inviata nel 1281 ma non ebbe miglior fortuna. Nel 1283, Kertanegara si schierò apertamente contro i mongoli, alleandosi con il regno vietnamita di Champa pressato dalle truppe del Khagan (v.si Invasioni mongole del Vietnam), Nel 1289, dopo il fallimento della sua terza campagna contro il regno vietnamita di Dai Viet, Kublai inviò a Giava un nuovo emissario, il ministro Men-shi/Meng-qi (孟琪).
Men-shi non fu, per sua sfortuna, ben accolto da Kertanegara, che si risentì del suo messaggio e, per tutta risposta, gli marchiò la faccia con un ferro rovente, come si faceva con i ladri comuni, gli tagliò le orecchie e lo scacciò. Kublai fu scioccato della cosa ed ordinò una spedizione punitiva contro Kertanegara, definendolo "un barbaro", nel 1292. La campagna aveva anche altri obiettivi, poiché il Khagan riteneva che, sconfitto Singhasari, gli altri principati insulari si sarebbero sottomessi garantendo agli Yuan il lucroso controllo delle rotte commerciali dell'Insulindia, nel centro nevralgico della rotta delle spezie.
Secondo la Storia degli Yuan, la cronaca ufficiale della dinastia mongolo-cinese redatta alla metà del XIV secolo, 20-30 000 uomini furono raccolti nelle province meridionali cinesi di Fujian, Jiangxi e Huguang, caricate su 500-1 000 navi con provviste sufficienti per un anno. Gli ufficiali in comando erano il mongolo Shi-bi, lo iuguro Ike-mese, esperto di viaggi all'estero, e l'han Gao Xing.

Il Regno di Singhasari e le campagne di Kertanegara

Nel frattempo però, lo scacchiere politico dell'Arcipelago mutava. Sin dal 1275, Kertanegara s'era imbarcata in una costosa serie di campagne marinare, collettivamente note come Pamalayua, per eradicare i rimasugli dell'antico impero di Srivijaya da Giava e Bali ed assicurarsi il controllo dei traffici marittimi dell'Arcipelago malese a discapito dei pirati di Ceylon e dei mongoli. Con la sconfitta di Malayu Dharmasraya a Sumatra nel 1290, Singhasari si confermò nuova talassocrazia dominante dell'Arcipelago ma il successo fu di breve durata. Da diversi anni infatti Kertanegara s'era privato d'una forte presenza militare domestica e, cogliendo l'opportunità, nel 1292, Jayakatwang, l'adipati (duca) di Kediri, uno stato vassallo di Singhasari, già regno indipendente nei secoli precedenti ma ormai decaduto, si ribellò contro Kertanegara con il supporto di Banyak Wide (noto anche con il suo titolo Arya Wiraraja), già alleato di Kertanegara ma risentitosi della sua rimozione dal ruolo di ciambellano di Singhasari per essere inviato a Madura come governatore di Sumenep.
L'esercito di Kediri attaccò Singhasari da nord e da sud. Kertanegara notò solo l'invasione da nord e inviò suo genero, Nararya Sanggramawijaya (Raden Wijaya), verso nord per sconfiggere la ribellione. L'attacco a nord fu vanificato ma l'attacco a sud, portato da Kebo Mundarang, raggiunse e saccheggiò la capitale di Tumapel/Kutaraja, presso l'attuale Malang. Jayakatwang usurpò allora il trono di Singhasari ed uccise Kertanegara durante la cerimonia sacra del Tantra mentre beveva vino di palma, ponendo così fine al regno di Singhasari e fondando il Secondo regno di Kediri o Regno Gelang-gelang. La morte di Kertanegara e la caduta di Singhasari sono registrate nell'iscrizione di Gajah Mada nel mese di Jyesta nel 1214 Saka, interpretato come aprile-maggio o 18 maggio-15 giugno del 1292.
Dopo aver appreso della caduta di Singhasari, Raden Wijaya cercò di organizzare una resistenza ma fallì. Lui e tre suoi colleghi, Rangga Lawe, Sora e Nambi, andarono in esilio a Madura sotto la protezione del reggente Arya Wiraraja, che poi si schierò dalla parte di Jayakatwang. Raden Wijaya si sottomise pertanto a Kediri, mediato da Arya Wiraraja, e fu graziato da Jayakatwang, e gli fu permesso di stabilire un nuovo insediamento nel bosco di Tarik che fu, significativamente, chiamato Majapahit, cioè "frutto (maja) amaro (pahit)".

## Schieramenti

### Mongoli
La forza inviata dagli Yuan era composta da 5 000 uomini al comando di Shi Bi, 2 000 dalla guarnigione nella provincia del Fujian e soldati dalle province di Jiangxi, Fujian e Huguang. Si trattava quindi, come tipico per le forze del maturo impero mongolo, di un'armata etnicamente eterogenea, composta cioè non da soli mongoli. A riprova di ciò, è importante osservare che le forze di cavalleria (fiore all'occhiello della tradizione militare mongola la cui spina dorsale erano gli arcieri a cavallo) erano composte anche da soldati di etnia non-mongola.  L'equipaggiamento personale durante la spedizione non è stato esplicitamente registrato. Se fosse stato simile a quello usato durante l'invasione mongola del Giappone, i soldati avrebbero indossato elmi d'acciaio leggero e armature di pelle. Le armi sarebbero state picche, asce da battaglia, archi, razzi e granate lanciate da catapulte (鐵炮S, tiě pàoP). La Storia degli Yuan menzionava anche la presenza di cannoni (炮S, pàoP). Dal resoconto del viaggiatore marocchino Ibn Battuta (1304-1369), le navi cinesi trasportavano anche artiglieria lancia nafta.
Il tipo di navi utilizzate nella campagna non è menzionato nella Storia degli Yuan ma le giunche cinesi standard ante-1500 erano legni di circa 20–30 m (65,6–98,4 ft). Worcester stima che le giunche più grandi utilizzate dalla dinastia Yuan fossero 36 piedi (10,97 m) al traverso e oltre 100 piedi (30,48 m) di lunghezza. Usando il rapporto tra il numero di navi e il totale dei soldati, ogni nave poteva trasportare al massimo 30-31 uomini. David Bade stima invece una capacità di 20-50 uomini per nave.

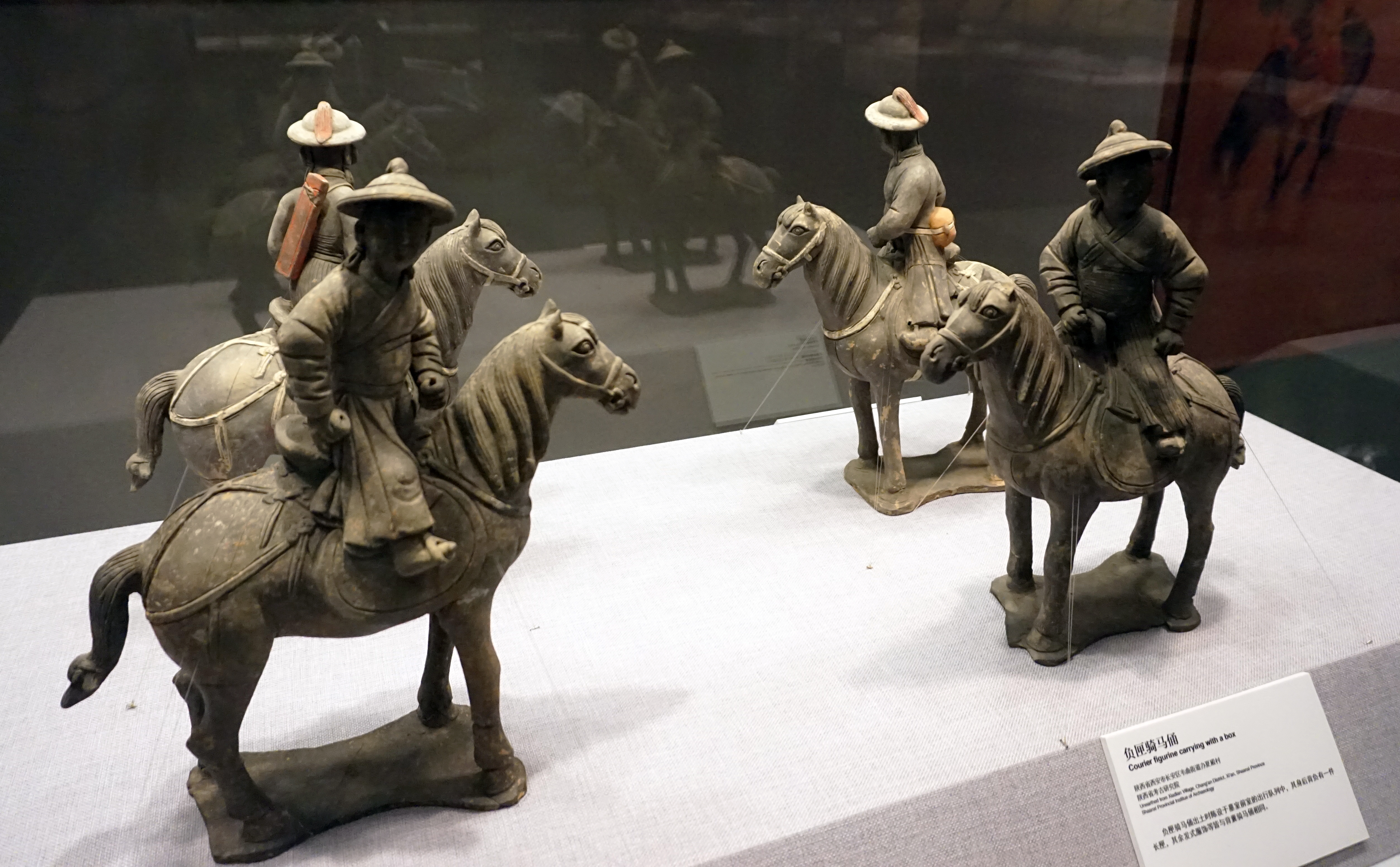
Statue di cavalieri Yuan da Xi'an (Cina) - Museo di Xi'an.
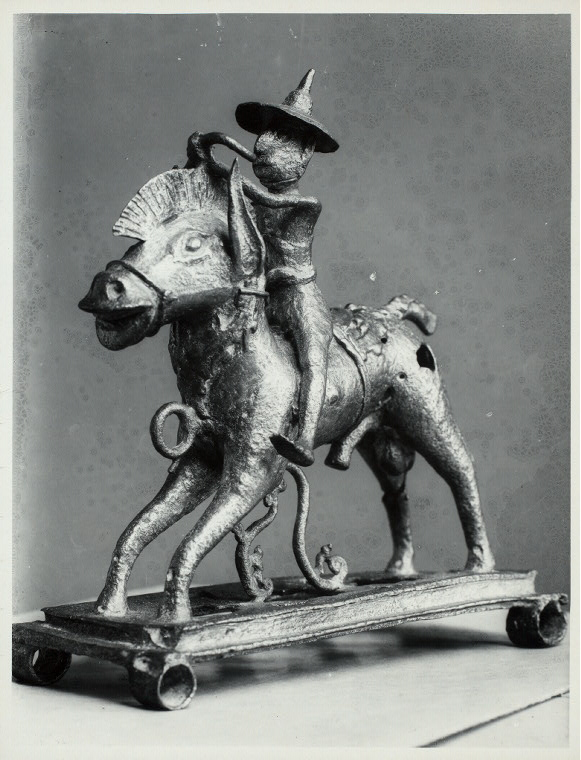
"Cavaliere tartaro", un giocattolo rinvenuto a Besuki (Giava).

### Giavanesi
La Storia degli Yuan registra una forza giavanese d'oltre 100 000 uomini, numero oggi valutato come errato o volutamente esagerato. Le stime moderne collocano le forze giavanesi all'incirca alla stessa dimensione dell'esercito Yuan, cioè 20-30 000 uomini. Le forze militari in varie parti del sud-est asiatico erano leggermente corazzate. Come era comune nel sud-est asiatico, la maggior parte delle forze giavanesi erano composte da coscritti guidati dai nobili della casta guerriera. Il coscritto era solitamente a torso nudo con indosso un sarong e armato di lancia, spada corta o arco e frecce. La fanteria professionista, non coscritta, indossava un'armatura a scaglie chiamata siping-siping, forse fatta d'ottone. Il soldato d'alto rango indossava una corazza di metallo chiamata kawaca.
La marina giavanese, invece, era molto più avanzata di quella cinese, in ragione della secolare tradizione nautica delle culture dell'arcipelago. Le giunche giavanesi, i djong misuravano più di 69 fino a 80 metri (226 fino a 262 ft) di lunghezza, erano in grado di trasportare 600-1000 uomini ed erano costruite con assi più spesse, capaci di rendere inutile il tiro dell'artiglieria nemica. Il Kidung Panji Wijayakrama-Rangga Lawe (compilato intorno al 1344) menziona la presenza di un djong a nove ponti (jong sasangawangunan) impiegato contro i mongoli. Rassomigliava ad un vulcano a causa delle sue decorazioni scintillanti e tremolanti di nuvole temporalesche e le sue vele erano dipinte di rosso. Trasportava 1000 persone equipaggiate con gandiwa (arco), bedil (artiglieria), scudi, towok (giavellotto), kanta (scudo lungo) e baju rantai (cotta di maglia).

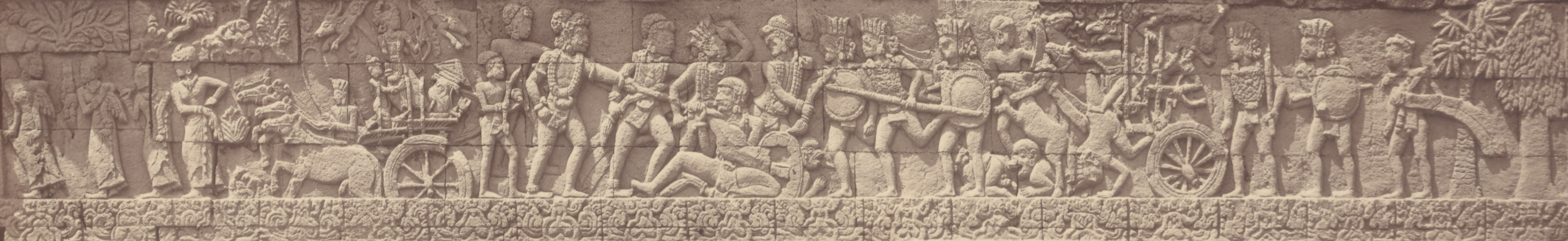
Scena di battaglia - fregio del tempio principale del complesso di Pura Penataran Agung Lempuyang, 1347 (1269 saka)

## Invasione
L'ordine di sottomettere Giava fu emesso dal Khagan nel marzo 1292. Le forze Yuan partirono dal porto meridionale di Zayton (attuale Quanzhou), tradizionale scalo delle navi malesi (nonché di bastimenti provenienti da oltre 50 stati!) in Cina dai tempi della dinastia Tang (618-907) e principale centro di smercio delle spezie nel Celeste impero, viaggiarono lungo la costa vietnamita, allora spartita tra il Dai Viet della dinastia Trần (Vietnam del Nord) e il regno di Champa (Vietnam del Sud), entrambi ormai tributari di Kublai. I piccoli stati della Malesia e di Sumatra inviarono prontamente doni e messaggeri all'armata, sottomettendosi, ed i comandanti Yuan lasciarono ivi i darughachi, gli ufficiali esattori/governatori la cui presenza dimostrava l'inserimento del paese nell'orbita politica mongolica. È noto che le forze Yuan si fermarono a Ko Lan, in Thailandia, per pianificare la strategia d'invasione. Il 22 gennaio 1293, Ike-mese partì per primo per «portare l'ordine dell'Imperatore a Giava». La flotta principale salpò quindi per l'arcipelago Karimunjawa e da lì proseguì per Tuban, sull'isola di Giava. Come riportato nel Kidung Panji Wijayakrama, probabilmente l'armata saccheggiò la città costiera di Tuban e i villaggi limitrofi. I comandanti decisero poi di dividere l'armata in due corpi: il primo procedette nell'entroterra mentre il secondo procedette via mare. Shi Bi navigò fino all'estuario di Sedayu e da lì raggiunse un piccolo fiume chiamato Kali Mas, un affluente del Brantas. Le truppe di terra guidate da Gao Xing e Ike-mese, forti di cavalleria e fanteria, andarono a Du-Bing-Zu. I tre comandanti navigarono su barche veloci da Sedayu al ponte galleggiante di Majapahit e poi si unirono alle truppe principali sulla strada per il fiume Kali Mas.

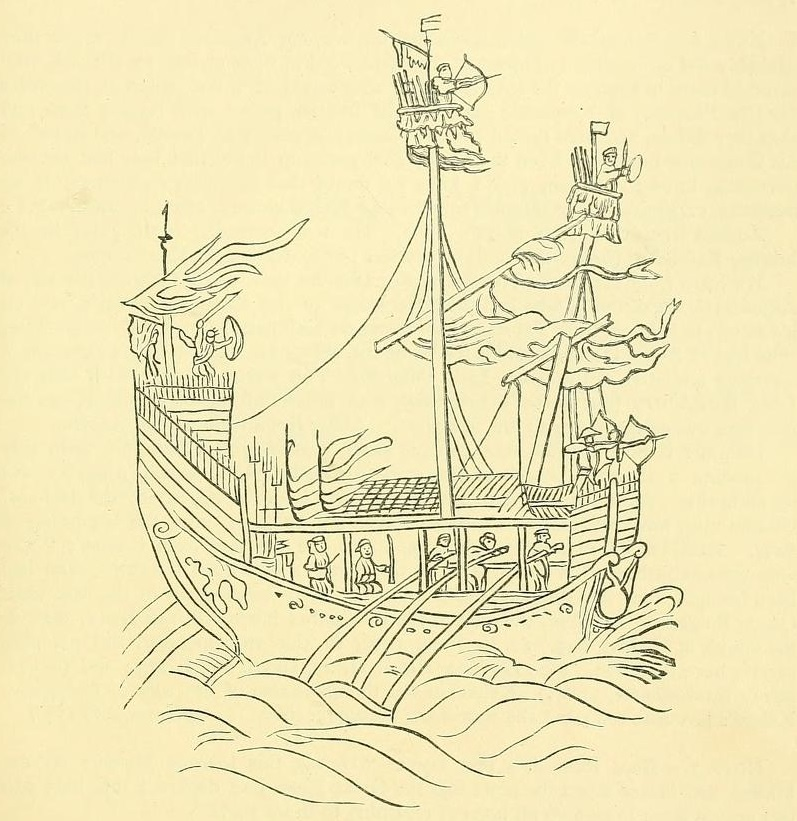
Dipinto di una giunca Yuan del XIV secolo, similare a quelle usate a Giava da Kublai Khan.

Quando l'esercito Yuan arrivò a Giava, Raden Wijaya inviò un legato da Madura e informò gli stranieri che Kertanegara era stato ucciso in un colpo di stato e che l'usurpatore Jayakatwang governava al suo posto. Wijaya si alleò con gli Yuan contro Jayakatwang e diede loro una mappa del paese di Kalang/Gelang-gelang (Kediri). Secondo la Storia degli Yuan, Wijaya aveva già attaccato Jayakatwang senza successo non appena saputo dell'arrivo della flotta Yuan, dopodiché chiese il loro aiuto. In cambio, i generali di Kublai chiesero la sua sottomissione al Khagan e lui accettò: promise un tributo che includeva due principesse se i mongoli fossero riusciti a distruggere Kediri.
Il 22 marzo tutte le truppe si radunarono a Kali Mas. Alle sorgenti del fiume sorgeva Tumapel/Kutaraja, la saccheggiata capitale di singhasari, la porta di Giava, e qui i mongoli ed i loro alleati intendevano dare battaglia. Un ministro di Kediri tentò di fermare l'avanzata degli invasori bloccando il fiume con delle barche. I comandanti Yuan fecero prima erigere un accampamento a forma di mezzaluna sulla riva del fiume, poi lanciarono la loro intera forza (marinai, fanti e cavalieri) contro il nemico. Il comandante giavanese abbandonò i suoi e fuggì nella notte, lasciando agli Yuan più di 100 grandi barche con una «testa di diavolo» a prua.

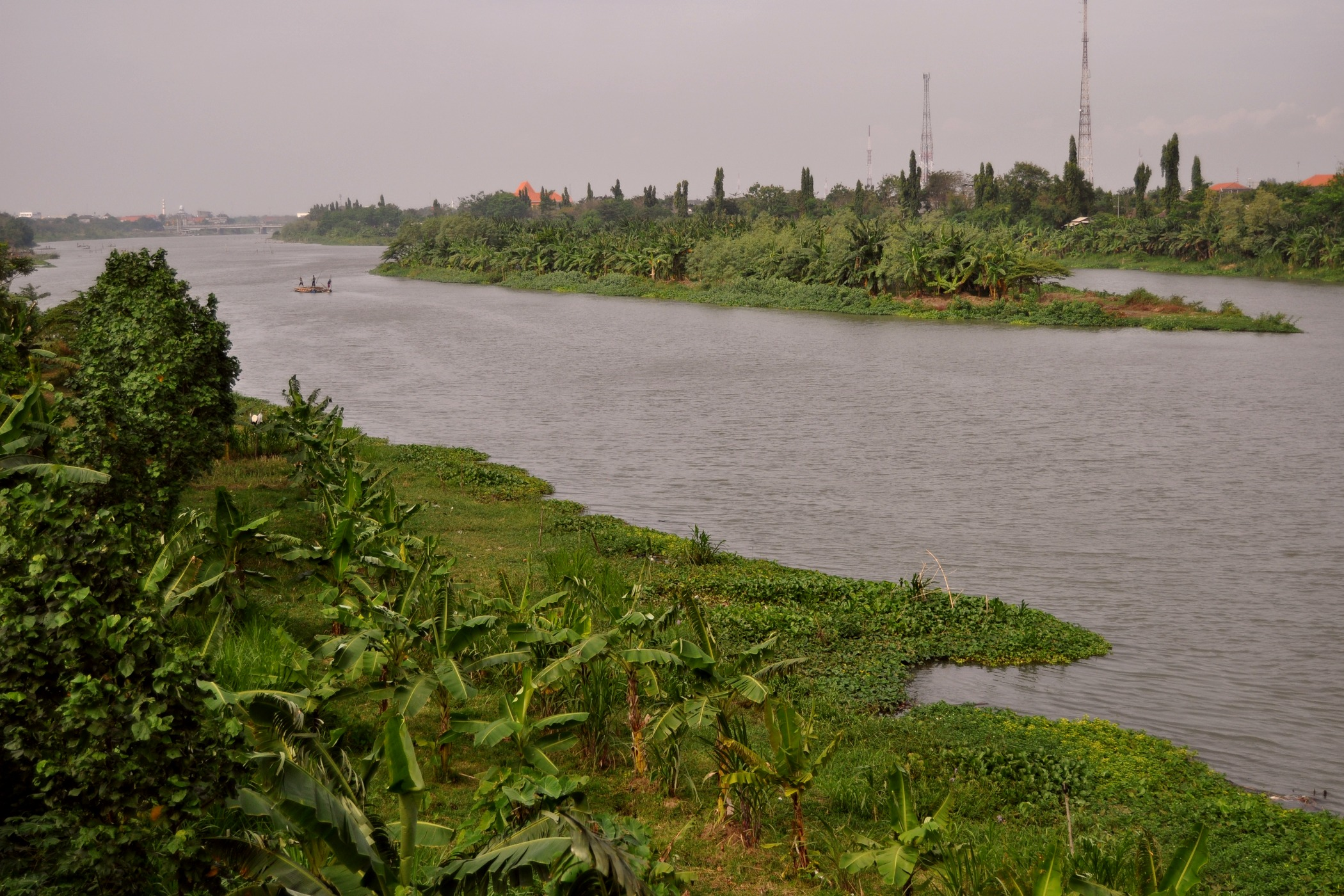
Il fiume Brantas a Kediri.

Gran parte dell'esercito fu incaricato di sorvegliare l'estuario di Kali Mas, mentre un gruppo scelto avanzava in territorio nemico. Un messaggero di Raden Wijaya riportò che il re di Kediri stava marciando verso Majapahit ed implorò la protezione degli Yuan. Poiché non fu possibile determinare l'esatta posizione dell'esercito di Kediri, i mongoli tornarono a Kali Mas e da lì, saputo dagli esploratori di Ike-mese che l'esercito nemico sarebbe arrivato nottetempo, mossero verso Majapahit.
Il 14 aprile, l'esercito di Kediri arrivò da tre direzioni per attaccare Majapahit. La mattina del 15 aprile, Ike-mese guidò le sue truppe contro il nemico nel sud-ovest ma non lo trovò. Gao Xing ingaggiò il nemico nel sud-est, costringendolo a fuggire sulle montagne. Verso mezzogiorno, le truppe nemiche rimanenti arrivarono da sud-est ma Gao Xing tornò ad ingaggiarle ed a sconfiggerle entro la serata.
Il 22 aprile, le truppe mongole si divisero in tre ali per attaccare Kediri, concordando un incontro a Kediri per quattro giorni dopo (26 aprile) per iniziare l'attacco. Di nuovo, gli invasori procedettero parte via fiume, parte via terra, lungo la sponda orientale (Ike-mese) ed occidentale (Gao Xing) del fiume. Raden Wijaya e le sue truppe procedevano nelle retrovie.
L'esercito arrivò puntuale a Kediri il 26 aprile. Jayakatwang difese la città con le sue truppe. La battaglia durò dalle 6:00 alle 14:00. Dopo aver attaccato tre volte, le forze di Kediri furono sconfitte e fuggirono. Nello stesso momento in cui le forze mongole e Kediri si scontrarono, le forze di Majapahit attaccarono la città da un'altra direzione e sconfissero rapidamente le guardie. Raden Wijaya entrò nel palazzo e liberò la principessa fatta prigioniera da Jayakatwang e dalle sue due ancelle. Alcune migliaia di truppe Kediri tentarono di attraversare il fiume ma annegarono mentre 5 000 furono uccise nella battaglia. Il re Jayakatwang si ritirò nella sua fortezza solo per scoprire che il suo palazzo era stato bruciato. L'esercito Yuan ha quindi occupato Daha ed ordinato al re di arrendersi. Nel pomeriggio, Jayakatwang si sottomise ai mongoli che catturarono lui, suo figlio, sua moglie e tutti i suoi ufficiali. Kebo Mundarang, che stava combattendo nel sud, fu sconfitto e fuggì, solo per essere catturato da Sora. Fu portato in una pianura e giustiziato.
Una volta che Jayakatwang fu catturato dalle forze Yuan, Raden Wijaya tornò a Majapahit, apparentemente per preparare il suo accordo di tributo, lasciando gli alleati a celebrare la loro vittoria. Shi-bi e Ike-mese avevano permesso la defezione di Wijaya ma a Gao Xing l'idea non era piaciuta ed aveva avvertito i colleghi. Wijaya chiese alle forze Yuan di venire nel suo paese disarmate, poiché le principesse non sopportavano la vista delle armi.

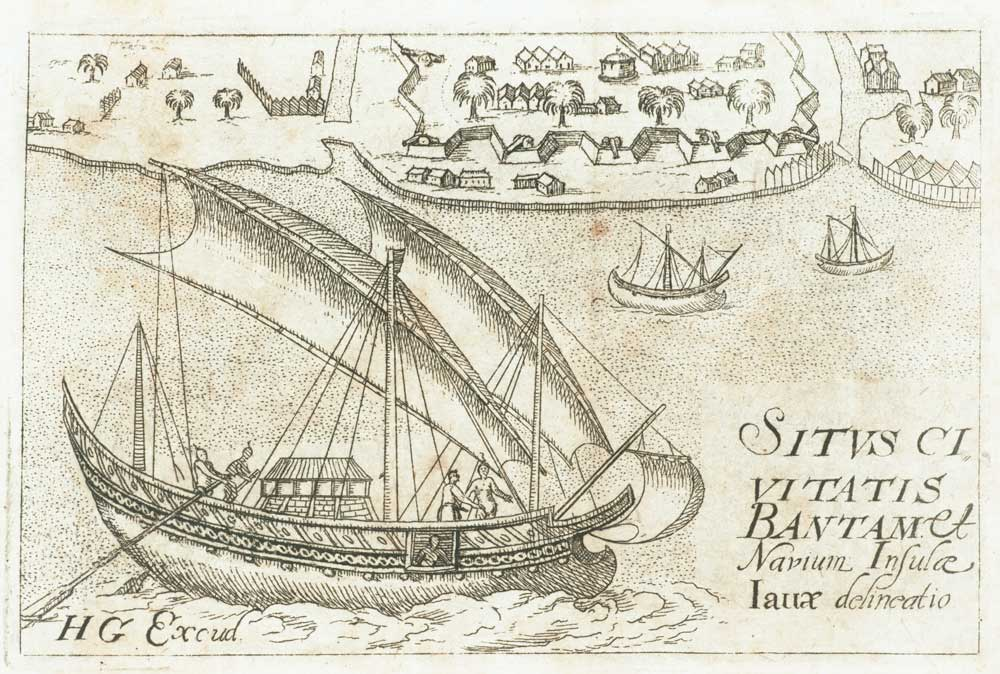
Djong giavanese a 3 alberi a Banten - ill. del 1610.

Duecento soldati Yuan disarmati guidati da due ufficiali furono inviati nel paese di Raden Wijaya ma il 26 maggio questi mobilitò le sue forze e tese un'imboscata al convoglio, dopodiché spinse a marce forzate i suoi contro l'accampamento principale di Yuan e l'attaccò a sorpresa, uccidendo molti soldati e spingendo gli altri verso le navi. Shi-bi fu lasciato indietro, tagliato fuori dal resto dell'esercito, e obbligato a farsi strada verso est attraverso 123 km di territorio ostile. Raden Wijaya non affrontò i mongoli frontalmente, preferendo tattiche mordi e fuggi per fiaccarli poco a poco. Durante la disfatta, gli Yuan persero una parte del bottino che era stato catturato in precedenza.
Le forze Yuan dovettero ritirarsi velocemente, poiché i venti monsonici per riportarle a casa sarebbero presto mutati, lasciandole ad aspettare su un'isola ostile per sei mesi. Jayakatwang compose il Kidung Wukir Polaman durante la sua prigionia a Jung Galuh ma i mongoli uccisero lui e suo figlio prima di partire. Il 31 maggio, la forza di spedizione di Kublai Khan tornava a Quanzhou 68 giorni dopo la sua partenza. L'iscrizione Kudadu allude a una battaglia tra la flotta giavanese comandata dal rakryan mantri Arya Adikara e la flotta mongolo-cinese. Il Kidung Panji Wijayakrama riporta che le navi mongole furono distrutte o catturate. Le truppe di Shi Bi persero più di 3 000 soldati. Gli studi di Nugroho stimano al 60% degli effettivi le perdite Yuan, cioè circa 12 000-18 000 soldati, con un numero imprecisato di prigionieri in mano nemica, navi distrutte o catturate. All'inizio di agosto 1293, l'esercito rientrò in patria, portando i figli di Jayakatwang e oltre 100 suoi ufficiali, una mappa delle località esplorate, la registrazione della popolazione e una lettera con scritte in oro dal re di Muli/Buli (probabilmente Bali). Il bottino consisteva in oggetti di valore, incensi, profumi e tessuti per un valore complessivo stimato in 500 000 tael d'argento.

## Conseguenze
I tre generali, demoralizzati dalla considerevole perdita dei loro soldati d'élite a causa dell'agguato, tornarono a casa con i superstiti. Al loro arrivo, Shi-bi fu condannato a 70 frustate e alla confisca di un terzo dei suoi beni per aver permesso la catastrofe. Ike-mese fu redarguito e un terzo della sua proprietà fu confiscato. Gao Xing ricevette invece 50 tael d'oro per aver protetto i soldati da un disastro totale. Successivamente, a Shi-bi e Ike-mese fu mostrata misericordia e l'imperatore ripristinò la loro reputazione e le loro proprietà.
Questo fallimento fu l'ultima operazione militare del regno di Kublai Khan. Kublai convocò il suo ministro, Liu Guojie, per preparare un'altra invasione di Giava con un esercito di 100 000 uomini ma il piano fu annullato dopo la sua morte. I viaggiatori di passaggio nella regione, come Ibn Battuta e Odorico da Pordenone, tuttavia, riportano che Giava fu attaccata più volte dai mongoli, seppur sempre con esito fallimentare. L'iscrizione Gunung Butak del 1294 potrebbe menzionare che Arya Adikara intercettò una nuova invasione mongola e la sconfisse con successo prima che sbarcasse a Giava.
Nel novembre del 1293, pochi mesi dopo il precipitoso ritiro delle truppe di Kublai, Raden Wijaya fu incoronato re a Majapahit con il nome di Kertarajasa Jayawardhana e prese come mogli le figlie del defunto Kertanegara. Spese i successivi 15 anni a consolidare il suo potere. Majapahit, lo stato responsabile della sconfitta mongola, sarebbe divenuto nel 1350 l'impero più potente della sua epoca nell'Arcipelago, nonché uno degli imperi più importanti e prosperi nella storia di Giava ed uno degli ultimi grandi regni indo-buddisti del sud-est asiatico.
L'invasione mongola è indicata quale possibile causa della diffusione della polvere da sparo nell'arcipelago Nusantara. Dopo questa invasione, le tecniche di costruzione navale cinesi furono assorbite dai costruttori navali giavanesi. Apparve un nuovo tipo di djong, il djong sino-indonesiano, che mescolava tecniche cinesi quali l'uso di chiodi di ferro insieme a tasselli di legno, paratie stagne e un timone centrale.

## Lascito
I mongoli lasciarono due iscrizioni sull'isola di Serutu il 25 febbraio 1293. Le iscrizioni erano chiamate Pasir Kapal e Pasir Cina.

### Esplicative
1. ↑  Secondo il Kidung Harsawijaya, durante l'attacco a Singhasari, le truppe di Daha che hanno attaccato da sud contavano 10 000 uomini; mentre le truppe del nord non erano specificate. Anche le truppe Singhasari che attaccarono Malayu e successivamente si schierarono con Wijaya prima della fondazione dell'insediamento di Majapahit erano 10 000. Ciò indica un numero probabile di 20 000; senza contare il numero di quelli uccisi durante la caduta di Singhasari e la spedizione di Pamalayu e il numero di nuove truppe arrivate da Madura sotto Arya Wiraraja - Bade 2013, pp. 235–237.
2. ↑  Viaggiando dall'India alla Cina nel 1322, Odorico da Pordenone riferì di aver navigato su di una giunca (zuncum) che trasportava 700 persone, tra equipaggio e mercanti - Yule 1866, p. 73.
3. ↑  Le date sono prese dagli studi di Lo 2012, pp. 303–308 e Hung 2022, p. 7.
4. ↑  Da sud secondo il Kidung Panji Wijayakrama o da est secondo il Pararaton (Bade 2013, p. 49) ma il Kidung indicava lì è scontro anche in oriente (Bade 2013, p. 227).
5. ↑  Secondo il Pararaton, Kebo Mundarang ha combattuto a est. Fu inseguito da Rangga Lawe in un luogo chiamato valle di Trinipanti e ucciso - Bade 2013, pp. 50, 188 e 258.
6. ↑  I resoconti di Shi-bi riportati nella Storia degli Yuan, libro 162 parlano di 300 li di distanza - Groeneveldt 1876, p. 27.
7. ↑  Un nome alternativo di Banyak Wide, noto anche come Arya Wiraraja - Muljana 2005, pp. 203, 207 e 211–212

### Bibliografiche
1. 1 2  Groeneveldt 1876.
2. 1 2  Nugroho 2011, pp. 118–119.
3. ↑  (EN) Jack Weatherford, Genghis khan and the making of the modern world, Random House, 2004,  p. 239, ISBN 0-609-80964-4.
4. ↑  Bade 2013, p. 45.
5. 1 2 3  (EN) Wisseman Christie J, Javanese Markets and the Asian Sea Trade Boom of the Tenth to Thirteenth Centuries A.D., in Journal of the Economic and Social History of the Orient, vol. 41, 1998,  pp. 344–381, DOI:10.1163/1568520981436264, ISSN 0022-4995 (WC · ACNP).
6. 1 2  (EN) Sita W. Dewi, Tracing the glory of Majapahit, in The Jakarta Post, 9 aprile 2013. URL consultato il 5 febbraio 2015.
7. ↑  Lo 2012, pp. 288–289.
8. 1 2  Coedès 1968, p. 198.
9. ↑  (EN) Rene Grousset, Empire of steppes, Wars in Japan, Indochina and Java, Rutgers University Press, 1988,  p. 288, ISBN 0-8135-1304-9.
10. ↑  Groeneveldt 1876, p. 30.
11. ↑  Nugroho 2011, pp. 106–107.
12. ↑  Hung 2022, pp. 4–5.
13. ↑  Weatherford 2004.
14. ↑  Man 2007.
15. ↑  Coedès 1968.
16. ↑  Coedès 1968, pp. 185–187.
17. ↑  Coedès 1968, p. 199.
18. ↑  Bade 2013, pp. 33, 233, 249–250.
19. ↑  Bade 2013, p. 221.
20. ↑  Bade 2013, pp. 250–251 e 254.
21. ↑  Bade 2013, pp. 44, 130 e 186.
22. ↑  Bade 2013, pp. 187–188, 224, 230-231 e 256–257.
23. ↑  Groeneveldt 1876, p. 21.
24. ↑  Lo 2012, pp. 255 e 274.
25. ↑  (EN) Gustaaf Schlegel, On the Invention and Use of Fire-Arms and Gunpowder in China, Prior to the Arrival of European, in T'oung Pao, n. 3, 1902,  pp. 1–11.
26. 1 2  Bade 2013, p. 46.
27. ↑  Bowring 2019, p. 129.
28. ↑  (EN) G.R.G. Worcester, The Junks and Sampans of the Yangtze, A Study in Chinese Nautical Research, Volume I: Introduction; and Craft of the Estuary and Shanghai Area, Shanghai, Order of the Inspector General of Customs, 1947,  p. 22.
29. ↑  Nugroho 2011, p. 128.
30. ↑  Poesponegoro 2019, p. 452.
31. ↑  Miksic 2013, p. 185.
32. ↑  (ID) Nino Oktorino, Hikayat Majapahit - Kebangkitan dan Keruntuhan Kerajaan Terbesar di Nusantara, Jakarta, Elex Media Komputindo, 2020,  pp. 111–113.
33. ↑  Jákl 2014, pp. 78–80.
34. ↑  Averoes 2022, pp. 59–62.
35. ↑  (FR) Louis-Charles Damais, I. Études d'épigraphie indonésienne : V. Dates de manuscrits et documents divers de Java, Bali et Lombok, in Bulletin de l'Ecole française d'Extrême-Orient, vol. 49, 1958,  pp. 1–257.
36. ↑  (DE) C.C. Berg, Rangga Lawe: Middeljavaansche Historische Roman: Critisch uitgegeven, Bibliotheca Javanica, n. 1, Kon. Bataviaasch Genootschap van Kunsten en Wetenschappen, 1930.
37. ↑  Lo 2012, p. 304.
38. 1 2  (EN) Tan Ta Sen e Dasheng Chen, Cheng Ho and Islam in Southeast Asia, Institute of Southeast Asian Studies, 2009, ISBN 9789812308375.
39. ↑  (EN) Hong CZ, A Study of Spice Trade from the Quanzhou Maritime Silk Road in Song and Yuan Dynasties, in Proceedings of the 2nd Annual International Conference on Social Science and Contemporary Humanity Development, Atlantis Press, 2016,  pp. 487–491, DOI:10.2991/sschd-16.2016.96, ISBN 978-94-6252-227-5. URL consultato il 27 dicembre 2020.
40. ↑  (EN) Elizabeth Endicott-West, Mongolian Rule in China, Local Administration in the Yuan Dynasty, in Imperial Governance in Yuan Times, Harvard Journal of Asiatic Studies, vol. 46, n. 2, Cambridge, Harvard University Press, 1989,  pp. 523–549.
41. ↑  Bade 2013, pp. 51 e 227.
42. ↑  Nugroho 2011, p. 112.
43. ↑  Groeneveldt 1876, p. 22.
44. ↑  Burnet 2015.
45. ↑  Nugroho 2011, p. 113.
46. 1 2  Groeneveldt 1876, p. 23.
47. ↑  Bade 2013, pp. 30 e 45.
48. 1 2 3  Nugroho 2011, p. 114.
49. 1 2 3 4 5  Groeneveldt 1876, p. 24.
50. ↑  Nugroho 2011, p. 115.
51. ↑  Bade 2013, pp. 54, 228, 246 e 258.
52. ↑  Nugroho 2011, pp. 115 e 118.
53. ↑  Bade 2013, pp. 188 e 227–228.
54. ↑  Nugroho 2011, pp. 109 e 115.
55. ↑  Bade 2013, pp. 60 e 189.
56. ↑  Bade 2013, pp. 60 e 219.
57. ↑  Nugroho 2011, pp. 115, 118–119.
58. ↑  Groeneveldt 1876, pp. 25 e 27.
59. ↑  Bade 2013, pp. 228–229.
60. ↑  Groeneveldt 1876, p. 28.
61. 1 2  Groeneveldt 1876, p. 27.
62. 1 2  Nugroho 2009, p. 145.
63. ↑  Bade 2013, pp. 62, 78 e 228.
64. ↑  (ID) Petrus Josephus Zoetmulder, Kalangwan: Sastra Jawa Kuno Selayang Pandang, Penerbit Djambatan, 1983,  p. 521.
65. ↑  Man 2007, p. 281.
66. ↑  (EN) J.J. Saunders, The history of Mongol conquests, University of Pennsylvania Press, 2001, ISBN 0-8122-1766-7.
67. ↑  (ZH) Zhang Wei, 中国海疆通史 [General History of China's Seas and Frontiers], 6. 中州古籍出版社 (Zhongzhou Ancient Books Publishing House), 2003,  p. 244, ISBN 9787534818950.
68. ↑  (EN) H.A.R. Gibb e C.F. Beckingham (a cura di), The Travels of Ibn Baṭṭūṭa, A.D. 1325–1354, vol. 4, Londra, Hakluyt Society, 1994, ISBN 978-0-904180-37-4.
69. ↑  Yule 1866, p. 89.
70. ↑  (EN) "Ibn Battuta's Trip: Chapter 9 Through the Straits of Malacca to China 1345–1346", su The Travels of Ibn Battuta A Virtual Tour with the 14th Century Traveler, Berkeley.edu, 2013.
71. ↑  Coedès 1968, pp. 200–201.
72. ↑  (FR) Pierre-Yves Manguin, L'Artillerie legere nousantarienne: A propos de six canons conserves dans des collections portugaises, in Arts Asiatiques, n. 32, 1976,  pp. 233–268.
73. ↑  (EN) Anthony Reid, Sojourners and Settlers: Histories of Southeast Asia and the Chinese, University of Hawaii Press, 2001, ISBN 9780824824464.
74. ↑  (EN) Anthony Reid, Charting the Shape of Early Modern Southeast Asia, Silkworm Books, 2000, ISBN 9747551063.
75. ↑  (EN) Pierre-Yves Manguin, The Southeast Asian Ship: An Historical Approach, in Journal of Southeast Asian Studies, vol. 11, 1980,  pp. 266–276.
76. ↑  (ID) Denys Lombard, Nusa Jawa: Silang Budaya, Bagian 2: Jaringan Asia, Jakarta, Gramedia Pustaka Utama, 2005. ed. (FR) Le carrefour javanais. Essai d'histoire globale (The Javanese Crossroads: Towards a Global History), traduzione di Denys Lombard, vol. 2, Parigi, Éditions de l'École des Hautes Études en Sciences Sociales, 1990.
77. ↑  Hung 2022, pp. 1–10.

### Fonti
- (AR) Rashid al-Din Hamadani, Jami' al-tawarikh, XIV secolo. ed. (EN) Rashid al-Din Hamadani, The Successors of Genghis Khan, traduzione di John Andrew Boyle, Columbia University Press, 1971.
- (ZH) Song Lian (a cura di), 元史S, Yuán ShǐP, lett. "Storia di Yuan" [Storia degli Yuan], 1370.
- (KAW) Pararaton [Storia dei Re], 1481-1600.

### Studi
- (EN) Muhammad Averoes, Re-Estimating the Size of Javanese Jong Ship, in HISTORIA: Jurnal Pendidik Dan Peneliti Sejarah, vol. 5, 2022,  pp. 57–64, DOI:10.17509/historia.v5i1.39181.
- (EN) David W. Bade, Khubilai Khan and the Beautiful Princess of Tumapel: the Mongols Between History and Literature in Java, Ulaanbaatar, A. Chuluunbat, 2002.
- (EN) David W. Bade, Of Palm Wine, Women and War: The Mongolian Naval Expedition to Java in the 13th Century, Singapore, Institute of Southeast Asian Studies, 2013.
- (EN) Philip Bowring, Empire of the Winds: The Global Role of Asia's Great Archipelago, Londra, New York, I.B. Tauris & Co. Ltd, 2019, ISBN 9781788314466.
- (EN) Ian Burnet, Archipelago: A Journey Across Indonesia, Rosenberg Publishing, 2015.
- (EN) George Coedès, The Indianized states of Southeast Asia, University of Hawaii Press, 1968, ISBN 9780824803681.
- (FR) Constantin Mouradgea d'Ohsson, Chapitre 3 Kublai Khan, Tome III, in Histoire des Mongols, depuis Tchinguiz-Khan jusqu'à Timour Bey ou Tamerlan, Boston, Adamant Media, 2002, ISBN 978-0-543-94729-1.
- (EN) Willem Pieter Groeneveldt, Notes on the Malay Archipelago and Malacca Compiled from Chinese Sources, Batavia, W. Bruining, 1876.
- (EN) Hsiao-chun Hung, Hartatik, Tisna Arif Ma'rifat e Truman Simanjuntak, Mongol fleet on the way to Java: Nome archaeological remains from the Karimata Strait in Indonesia, in Archaeological Research in Asia, vol. 29, 2022,  p. 100327, DOI:10.1016/j.ara.2021.100327.
- (EN) Jiří Jákl, Literary Representations of War and Warfare in Old Javanese Kakawin Poetry, The University of Queensland, 2014.
- (EN) Louise Levathes, When China Ruled the Seas, New York, Simon & Schuster, 1994,  p. 54, ISBN 0-671-70158-4.
«The ambitious khan [Kublai Khan] also sent fleets into the South China Seas to attack Annam and Java, whose leaders both briefly acknowledged the suzerainty of the dragon throne»
- (EN) Jung-pang Lo, China as Sea Power 1127-1368: A Preliminary Survey of the Maritime Expansion and Naval Exploits of the Chinese People During the Southern Song and Yuan Periods, a cura di Bruce A. Elleman, Singapore, NUS Press, 2012  [1957].
- (EN) John Man, Kublai Khan: The Mongol king who remade China, Londra, Bantam Books, 2007, ISBN 978-0-553-81718-8.
- (EN) John Norman Miksic, Singapore and the Silk Road of the Sea, 1300–1800, Singapore, NUS Press, 2013, ISBN 978-9971-69-558-3.
- (EN) Raden Benedictus Slamet Muljana, Menuju Puncak Kemegahan (Sejarah Kerajaan Majapahit), Yogyakarta, LKiS Pelangi Aksara, 2005  [1965].
- (EN) Irawan Djoko Nugroho, Majapahit Peradaban Maritim, Jakarta, Suluh Nuswantara Bakti, 2011, ISBN 978-602-9346-00-8.
- (EN) Irawan Djoko Nugroho, Meluruskan Sejarah Majapahit, Ragam Media, 2009.
- (EN) Marwati Djoened Poesponegoro e Nugroho Notosusanto, Sejarah Nasional Indonesia Edisi Pemutakhiran Jilid 2: Zaman Kuno, Jakarta, Balai Pustaka, 2019  [2008].
- (EN) Kadir Tisna Sujana, Babad Majapahit, Jakarta, Balai Pustaka, 1987.
- (EN) Henry Yule, Cathay and the way thither: Being a Collection of Medieval Notices of China, vol. 1., Londra, The Hakluyt Society, 1866.
- (EN) Jack Weatherford, Genghis Khan and the Making of the Modern World, Three Rivers Press, 2004, ISBN 978-0-609-80964-8.

| Controllo di autorità | LCCN (EN) sh2002009658 · J9U (EN, HE) 987007561561105171 |